# 绒叶合果芋
绒叶合果芋（学名：Syngonium wendlandii）为天南星科合果芋属下的一个种。絨葉合果芋原產於哥斯大黎加，為多年生蔓性草本。四季常綠，屬觀葉植物。絨葉合果芋的命名出自其葉片帶有絲絨質感。其主要特徵為葉面中肋處具白色斑紋。另幼葉與老葉造型不同，幼葉為單葉，老葉呈三裂狀。

## 圖片

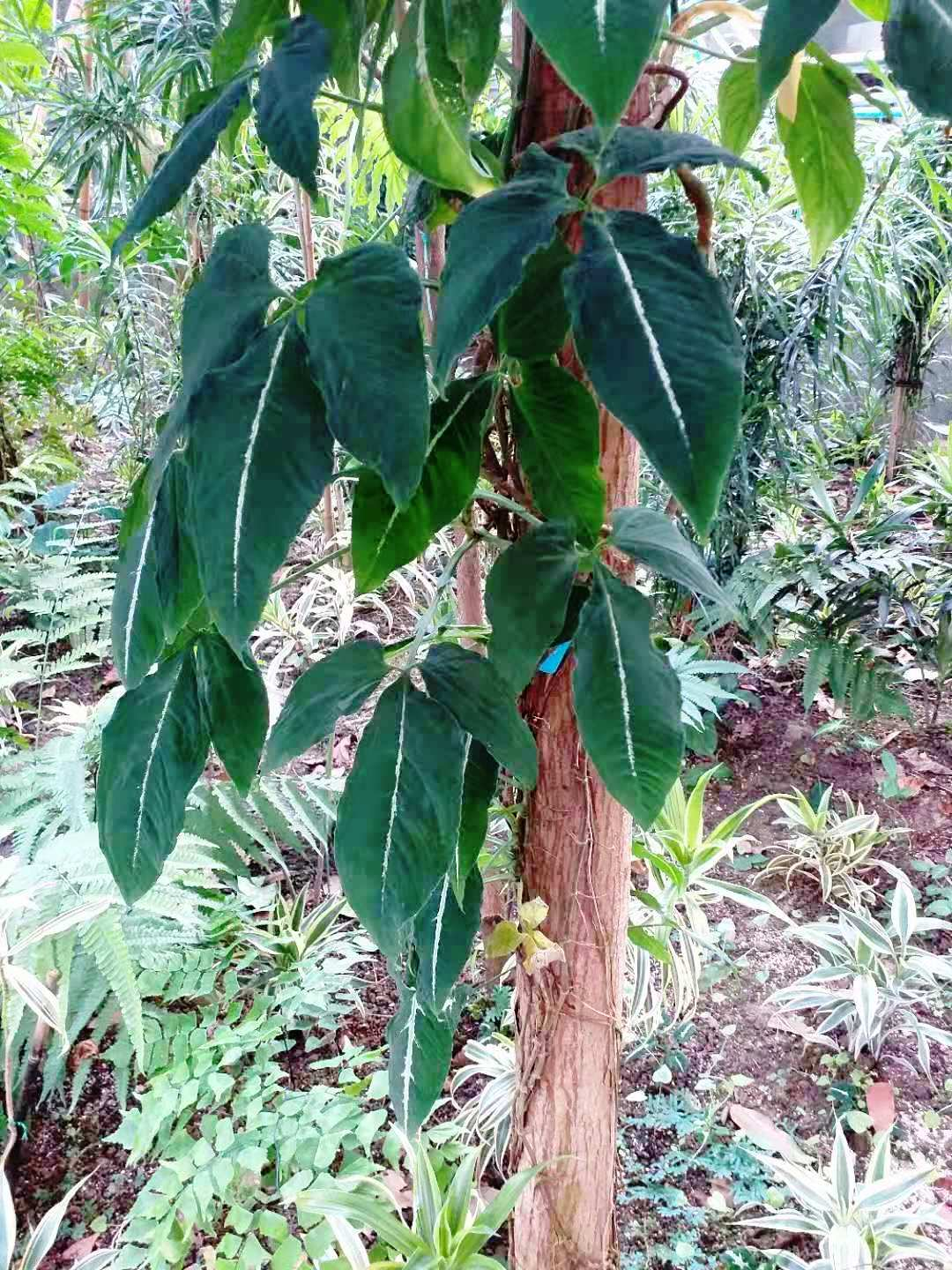
幼葉為單葉，老葉呈三裂狀
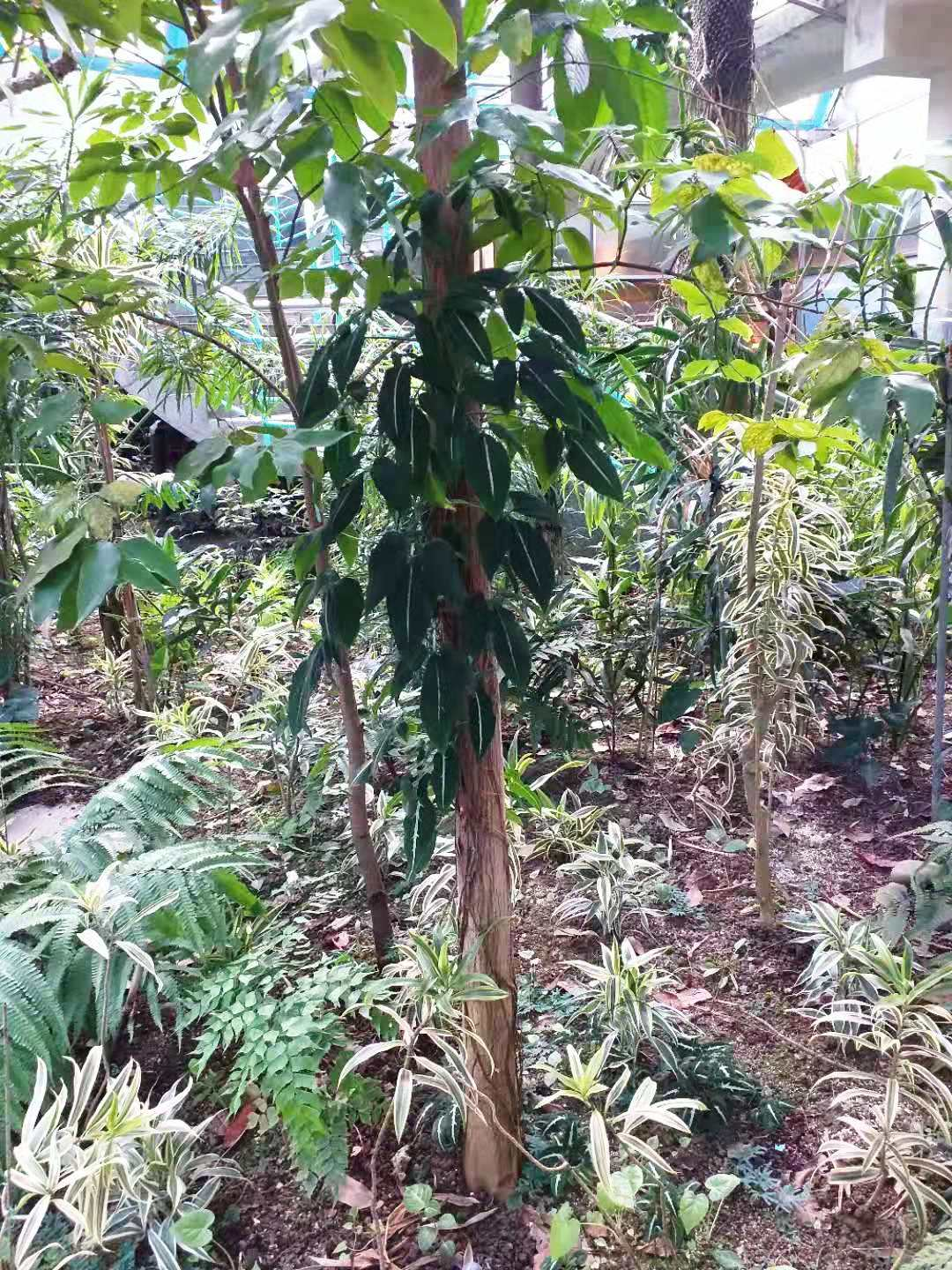
習於攀附樹木生長

## 引文出處
1. 1 2  2010台北國際花卉博覽會植栽資料. . 2010台北國際花卉博覽會.   [2020-10-23].

## 扩展阅读
- 維基物種上的相關：绒叶合果芋